# Bakary Sereme
Bakary Sereme (* 4. Juni 1981) ist ein ehemaliger malischer Schwimmer.

## Karriere
Sereme nahm an den Olympischen Spielen 2000 in Sydney teil. Über 50 m Freistil erreichte er Rang 74.
Sereme entschied sich in Australien zu bleiben und dort andere Möglichkeiten zu erproben. 2008 nahm er an der Reality-Show Make Me a Supermodel von Seven Network teil. Er arbeitet als Model.